# 贝恩德·鲍姆加特
贝恩德·鲍姆加特（德語：Bernd Baumgart，1955年7月3日—），德国男子赛艇运动员。他曾代表东德参加1976年夏季奥林匹克运动会赛艇比赛，获得男子八人单桨有舵手金牌。